# Червонка-Фольварк
Червонка-Фольварк (пол. Czerwonka-Folwark) — село в Польщі, у гміні Вежбно Венґровського повіту Мазовецького воєводства.
Населення — 225 осіб (2011).
У 1975-1998 роках село належало до Седлецького воєводства.

## Демографія
Демографічна структура станом на 31 березня 2011 року:
|          | Загалом | Допрацездатний вік | Працездатний вік | Постпрацездатний вік |
| -------- | ------- | ------------------ | ---------------- | -------------------- |
| Чоловіки | 110     | 26                 | 73               | 11                   |
| Жінки    | 115     | 15                 | 64               | 36                   |
| Разом    | 225     | 41                 | 137              | 47                   |